# 福音戒毒
福音戒毒是藉著宗教信仰的力量戒除毒癮，標榜不靠藥物、不憑己力，靠著信靠基督福音，重鑄生命基石；讓聖經的教導，實踐在日常生活中。在香港、澳門、台灣、泰國等都有福音戒毒的單位。福音戒毒成功率高，且經多位學者研究後發表在各論壇、期刊上，是具科學實證的戒毒處遇，極受各界之讚譽。福音戒毒確實成功協助了極多的人脫離毒品，重新在社會中站立起來；甚至也幫助其他的受害者脫離毒品的控制，重新找回自己的尊嚴和自由。
福音戒毒工作是以神的話：聖經，來幫助戒毒學員脫離罪的轄制。福音戒毒屬於靈理治療之領域，重點是不依賴麻醉藥物（不以藥戒藥）、不憑己力，因著上帝本體的愛、聖靈的感動、傳道人聖經的教導、戒毒過來人榜樣的帶領以及團體動力，幫助吸毒者重生。以身體、心理、靈性及社會行為等全方位復健為輔導教育內容。

## 生活概要
這些機構常座落在幽靜的郊區，規模都不大，約十幾個人共同生活。來到這些地方，因為每天規律的作息，加上受到管制的零用錢，生活簡單樸實。勞力的工作（主要是農務）和宗教的課程。

## 程序
學員進入之後會經過下列時期：
1. 戒斷期：已有成功經驗的過來人與輔導員會陪伴學員度過斷癮期、認識環境、適應規律的生活、與其他學員建立團體關係等。
2. 適應期：戒毒學員開始藉著聖經課搭配其他課程與輔導內容，在信仰當中學習重建人格與自我紀律；並工作中學會負責任，產生良好的人際關係和自律。
3. 成熟期：將信仰生活化，練習以信仰面對困難。
4. 考驗期：思想轉變後，開始學習幫助新進學員，使其得到自信心，也尊重別人；並做好生涯規劃，預備回到社會中獨立。

## 成效
一些基督徒認為，藉著信仰，效果較普通之戒毒所好。
福音戒毒的成功率約百分之二十至百分之六十。成功率差異很大的原因，是由於成功率會視乎不同的戒毒中心、研究及統計方法、對成功的定義、不同的地區、不同的時代也會不同。 

## 面對的挑戰
- 必須要有意願自願戒毒，否則很容易脫離機構。

## 福音戒毒機構

### 香港
- 香港福音戒毒機構列表
- 香港晨曦會 （页面存档备份，存于）
- 基督教豐盛職業訓練中心 （页面存档备份，存于）
- 靈愛中心  （页面存档备份，存于）

### 澳門
- 澳門基督教新生命團契 - 康復中心
- 澳門青年挑戰福音戒毒中心(男子)
- 澳門青年挑戰福音戒毒中心(女子)

### 台灣
- 基督教晨曦會 （页面存档备份，存于）
- 沐恩之家 （页面存档备份，存于）
- 新生命福音中心[]
- 台灣福音戒毒機構列表[]